# Arrondissement Miragoâne

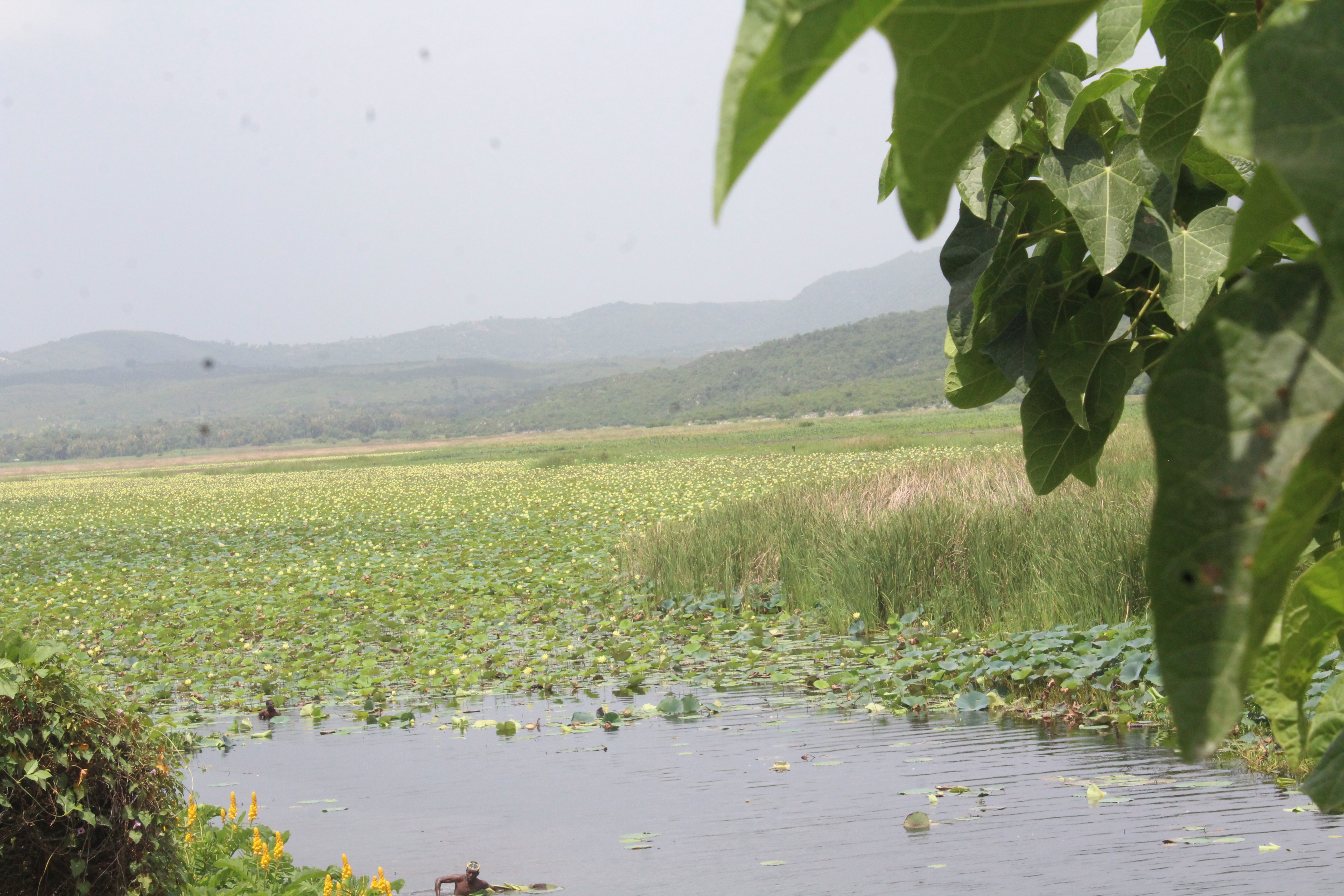
Etang de Miragoâne, See südöstlich des Hauptorts des Arrondissements

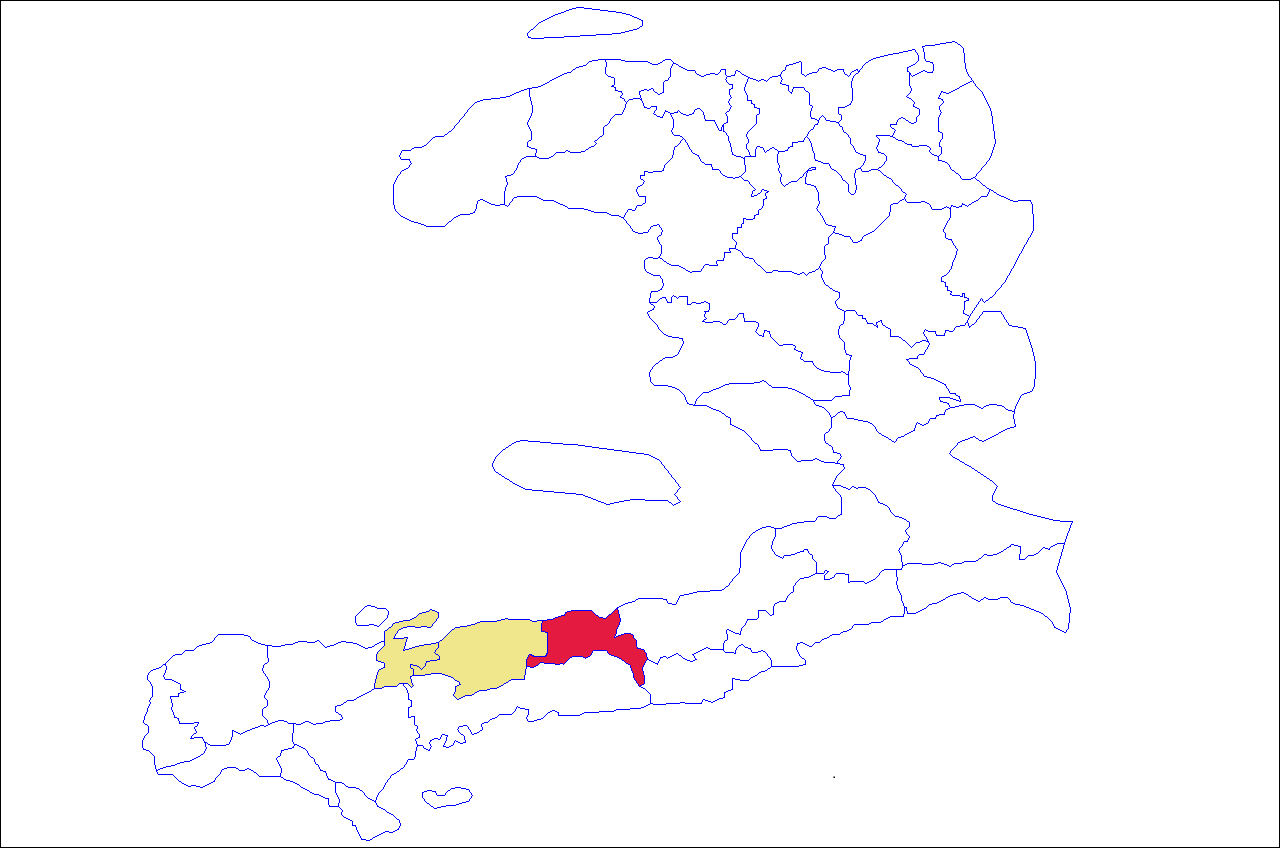
Lage des Arrondissements Miragoâne in Haiti und im Département Nippes

Das Arrondissement Miragoâne (haitianisch-kreolisch: Miragwàn) ist eine der drei Verwaltungseinheiten des Département Nippes, Haiti. Hauptort ist die Stadt Miragoâne.

## Lage und Beschreibung
Das Arrondissement liegt im Osten des Départements Nippes. Es grenzt im Norden an das Karibische Meer. Benachbart sind im Osten das Arrondissement Léogâne, im Westen das Arrondissement Anse-à-Veau und im Süden das Arrondissement Aquin.
In dem Arrondissement gibt es vier Gemeindebezirke:
- Miragoâne (rund 62.000 Einwohner),
- Fonds-des-Nègres (rund 33.000 Einwohner),
- Paillant (rund 17.000 Einwohner) und
- Petite-Rivière-de-Nippes (rund 28.000 Einwohner).

Das Arrondissement hat rund 142.000 Einwohner (Stand: 2015).
Die Route Nationale 2 (RN-2; Les Cayes – Port-au-Prince) verläuft durch das Arrondissement.